# Piotr Zajew
Piotr Iwanowicz Zajew (ros. Пётр Иванович Заев, ur. 26 lipca 1953 we wsi Ssiołki, obecnie część Lipiecka, zm. 29 listopada 2014 w Lipiecku) – radziecki bokser, wicemistrz olimpijski z 1980.
Startował w wadze ciężkiej (powyżej 81 kg). Zwyciężył w niej na Mistrzostwach Armii Zaprzyjaźnionych w 1978 we Lwowie.
Zdobył srebrny medal na igrzyskach olimpijskich w 1980 w Moskwie. Wygrał kolejno z Azizem Salihu z Jugosławii, Francesco Damianim z Włoch i Jürgenem Fanghänelem z NRD. W finale pokonał go Teófilo Stevenson.
Był mistrzem ZSRR w wadze ciężkiej w 1980 oraz wicemistrzem w 1973, 1975, 1976 i 1977. Zdobył również absolutne mistrzostwo ZSRR (turniej dla pięściarzy wagi ciężkiej) w 1975 i wicemistrzostwo w 1977.